# Vallonbruken

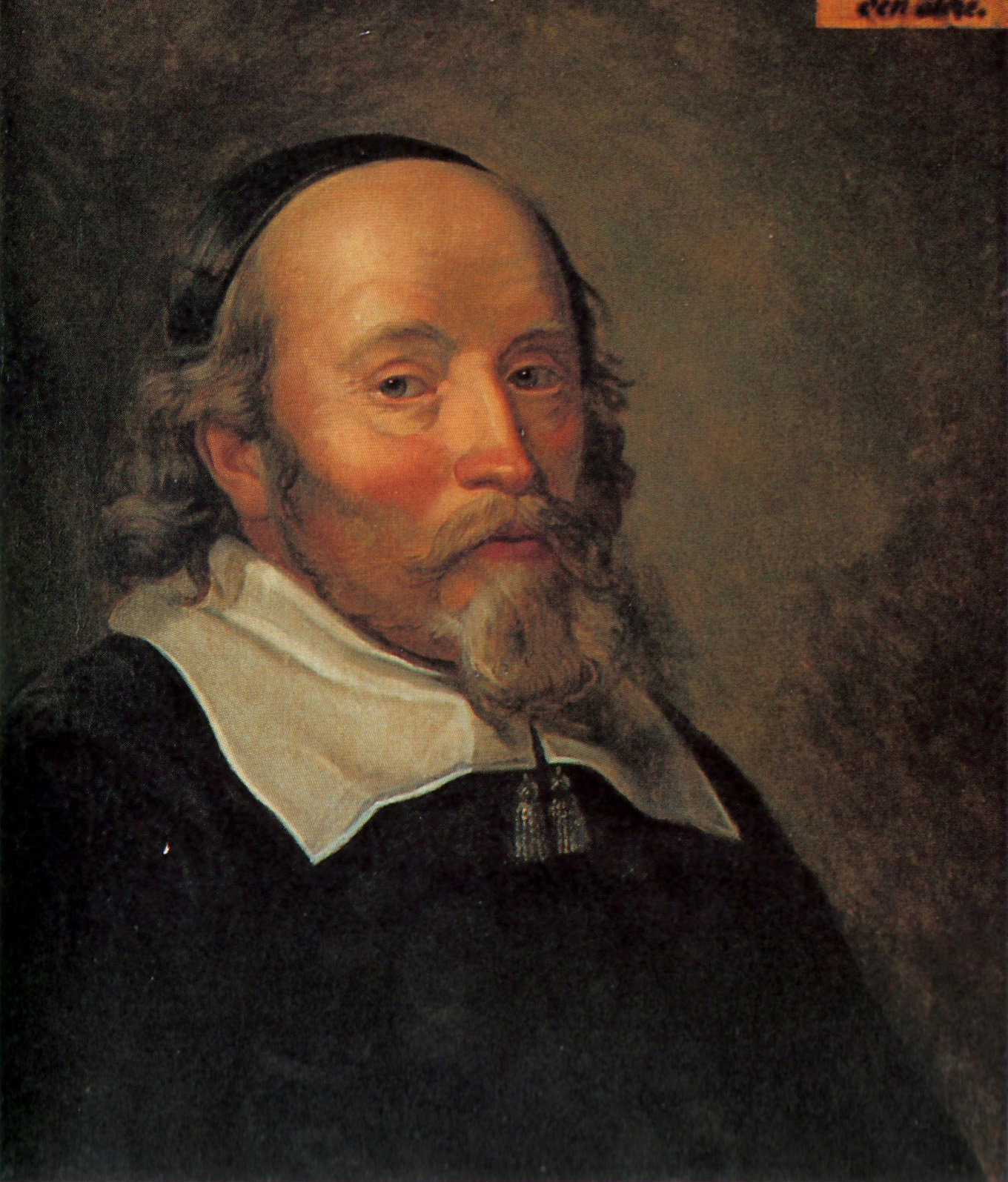
Louis De Geer (1587-1657). Målning av David Beck.

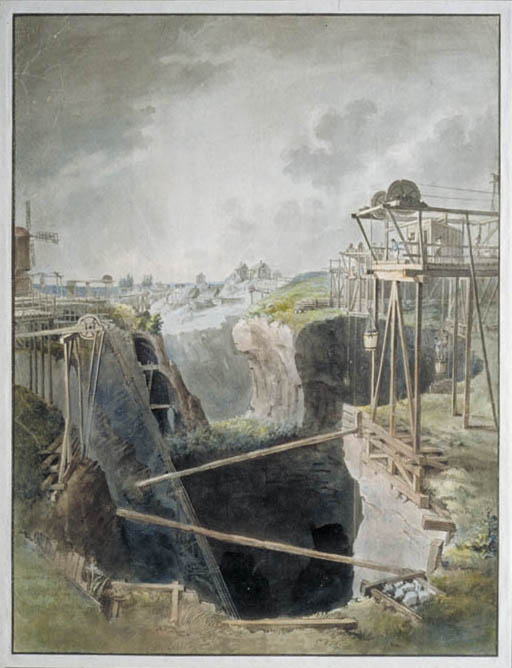
Dannemora gruva försåg bruken med järnmalm. Målning av Elias Martin ca 1790.

Vallonbruken är ett samlingsnamn på ett antal brukssamhällen i norra Uppland, anlagda under 1600-talet. 

## Historik
År 1612 blev Sverige tvunget att betala en betydande lösesumma, Älvsborgs lösen till Danmark. En finansman, Louis De Geer i Amsterdam, lånade ut en större summa till svenska staten och fick tillsammans med sin kompanjon Willem de Besche arrendera Finspångs bruk i Östergötland. Det var början på en ny epok i svensk industrihistoria. De Geer var intresserad av de svenska naturtillgångarna och anlade många bruk i norra Uppland. Tidigare hade järnbruken i Sverige använt sig av så kallat tysksmide, men De Geer importerade arbetskraft, valloner från Vallonien i södra nuvarande Belgien som då var världsledande på järnhantering. Vallonerna införde vallonsmide som krävde större investeringar men som resulterade i bättre järnkvalitet. Vallonbruken i Sverige kom på detta sätt att bli världsledande genom bland annat den höga kvaliteten på järnmalmen från Dannemora gruvor och de förädlade produkterna. De största bruken blev Lövstabruk, Österby, Forsmark och Gimo.
Man räknar med att omkring 2 500 valloner invandrade under tiden 1615-1655. Avtrycket deras seder och språk gjorde i Sverige och på svenskan har undersökts av forskare från diverse discipliner.

## Galleri

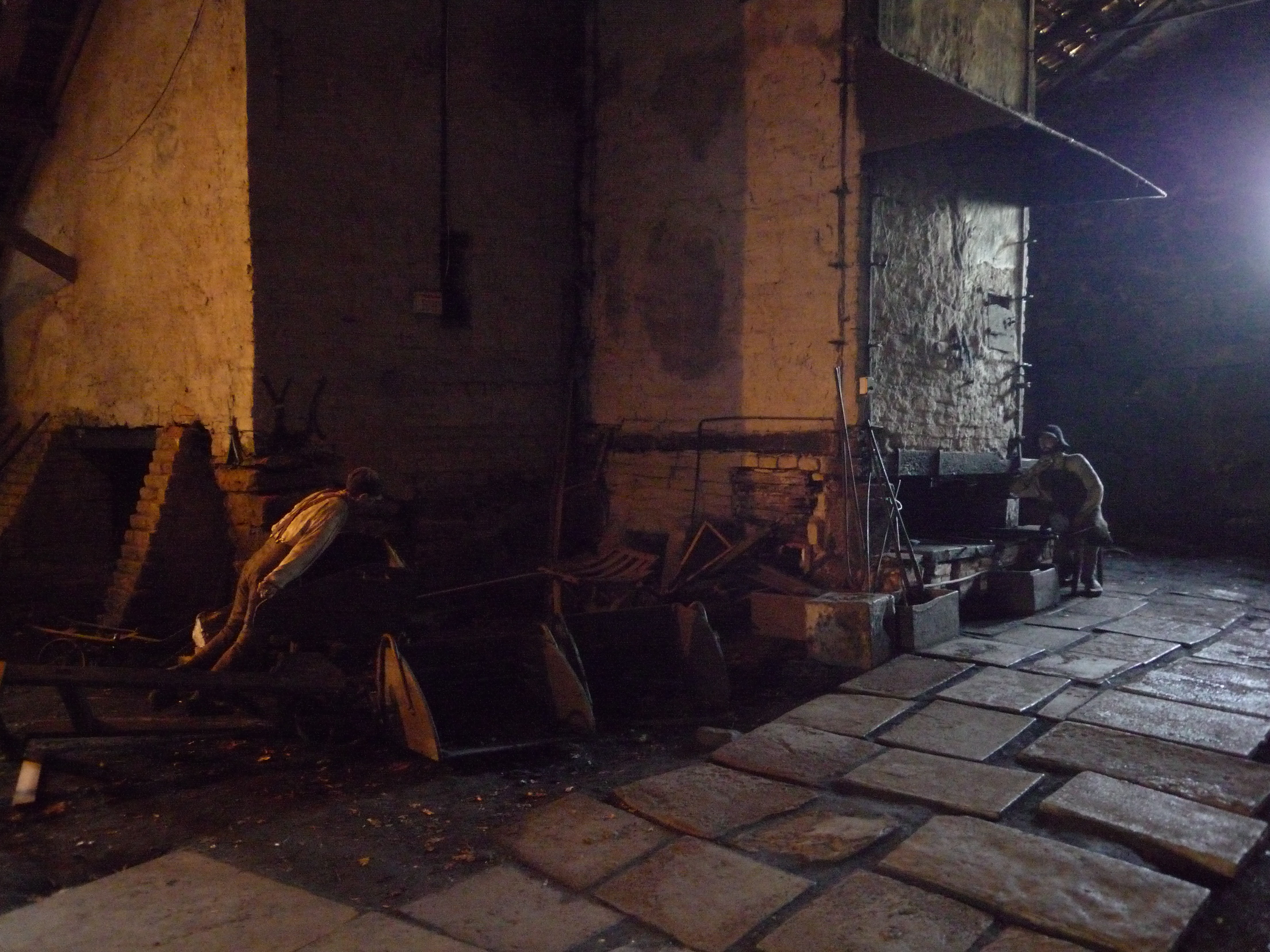
Vallonsmedjan vid Österbybruk. Foto 2010.
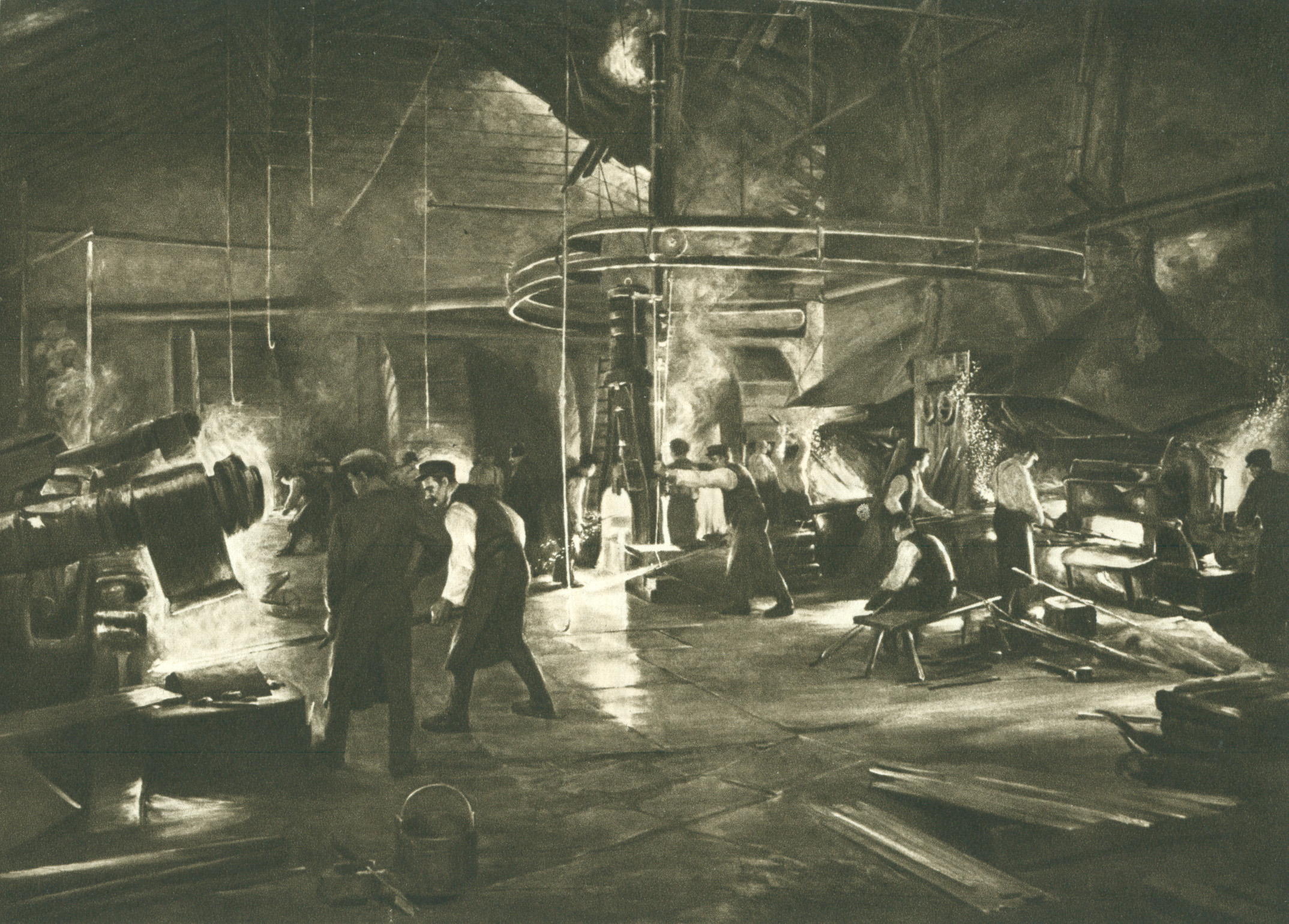
Vallonsmedjan vid Leufsta bruk 1912.
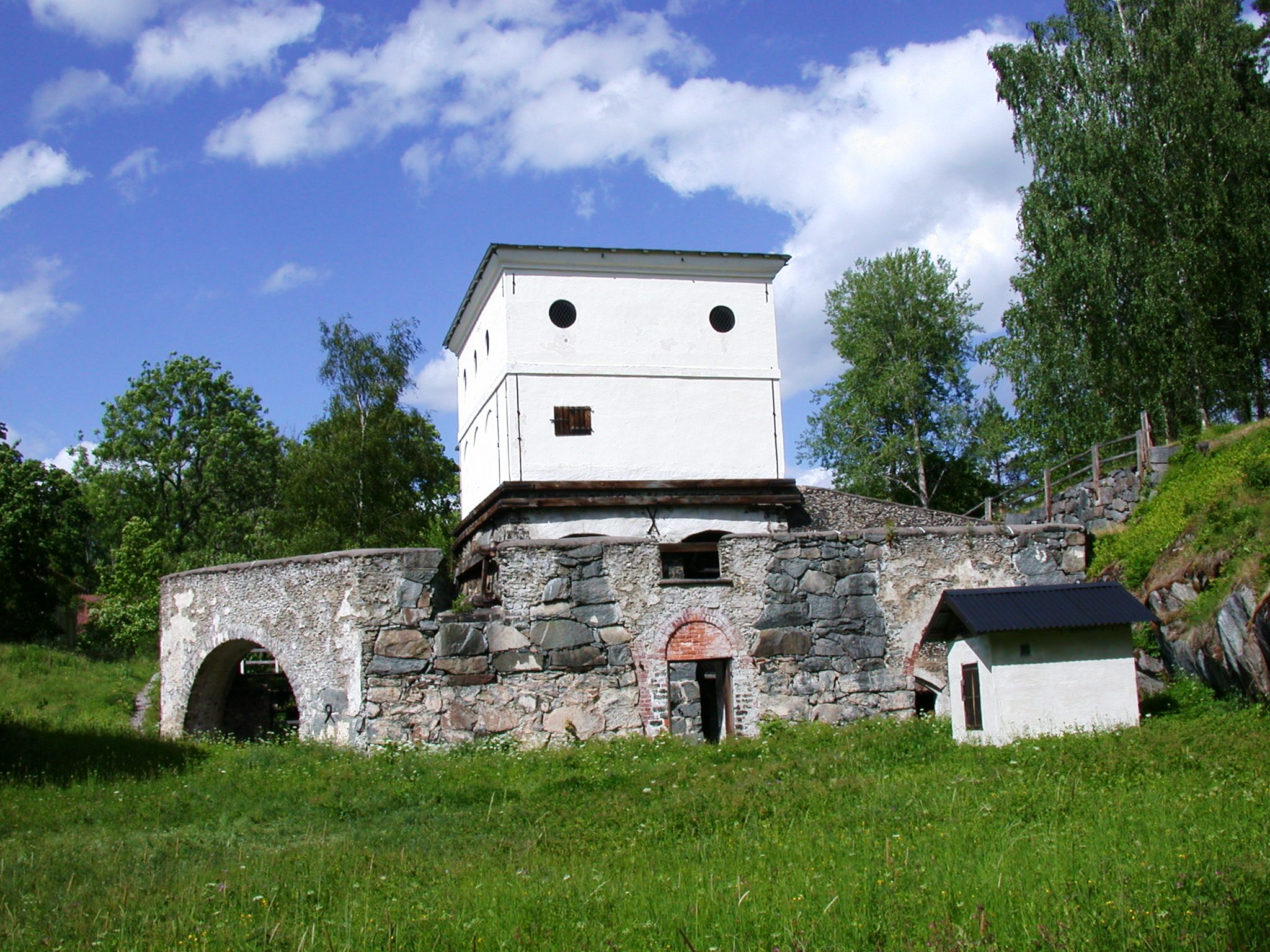
Masugn vid Bennebol bruk. Foto 2008.
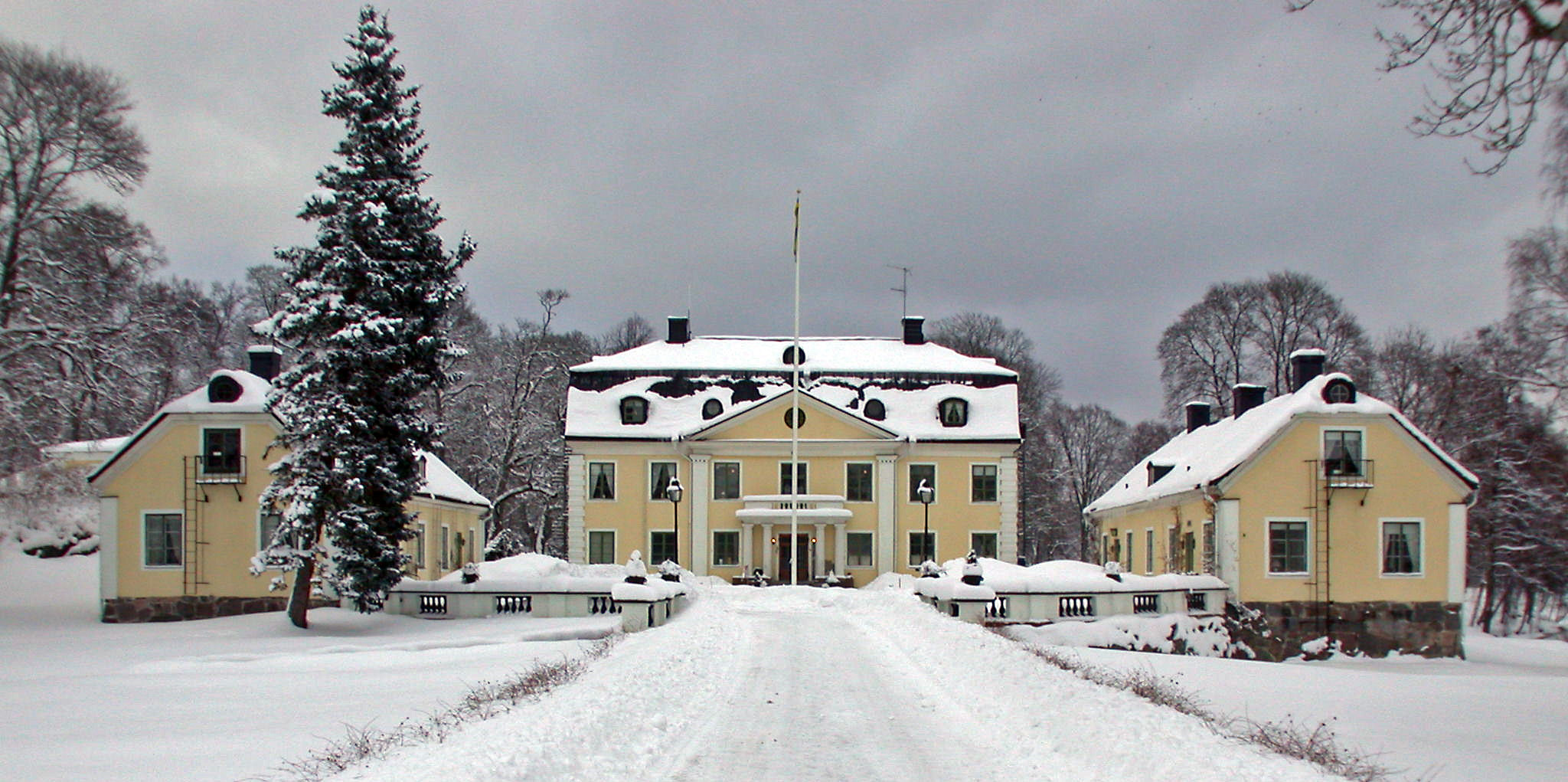
Skebo bruks herrgård. Foto 2006.
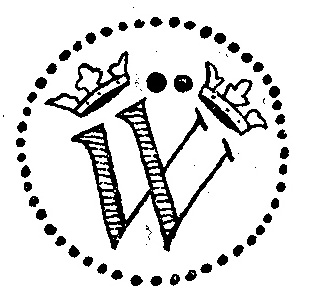
Strömsberg bruks järnstämpel, 1700-tal.
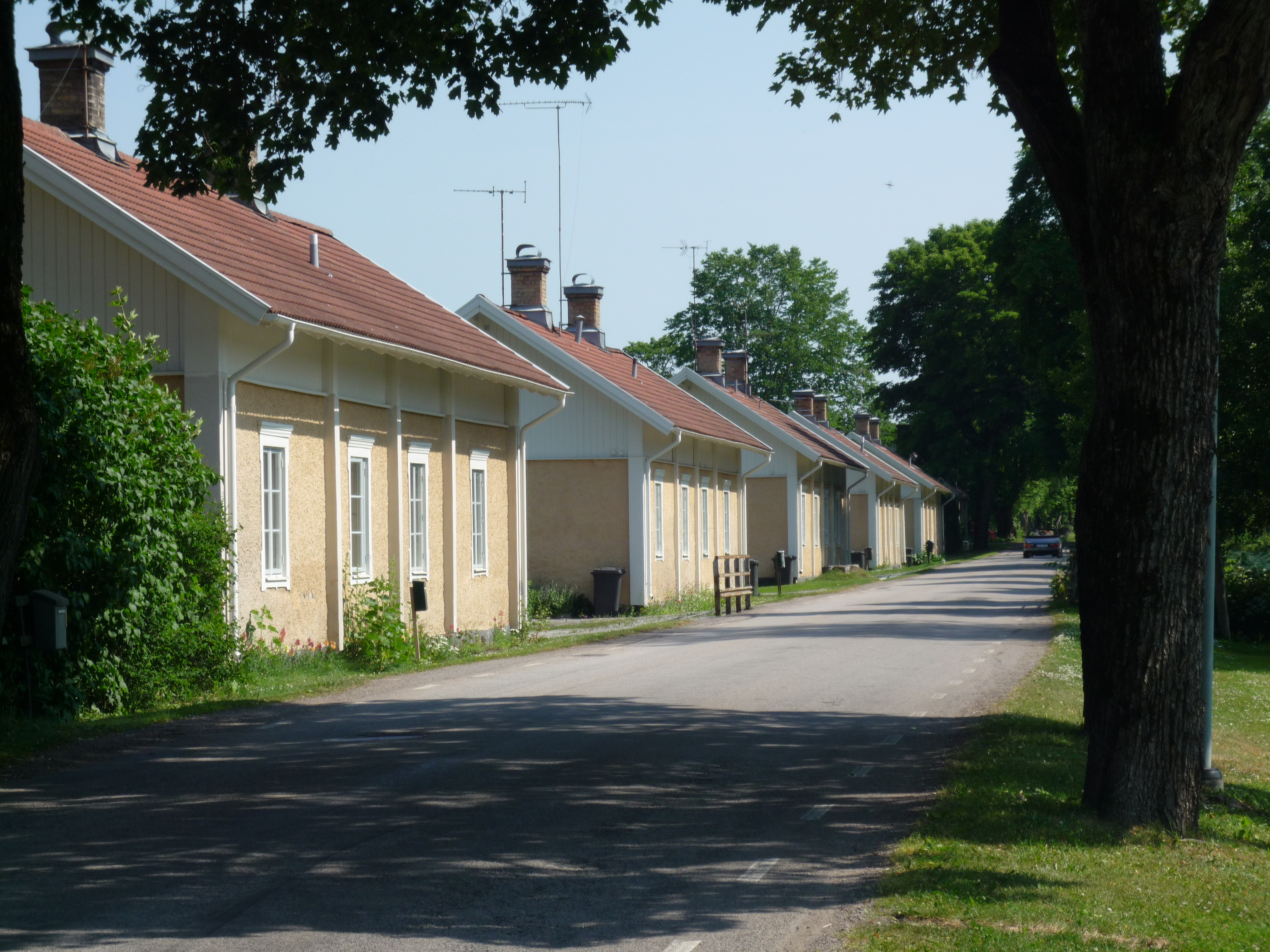
Arbetarbostäder avsedda för två familjer vid Österbybruk. Foto 2010.
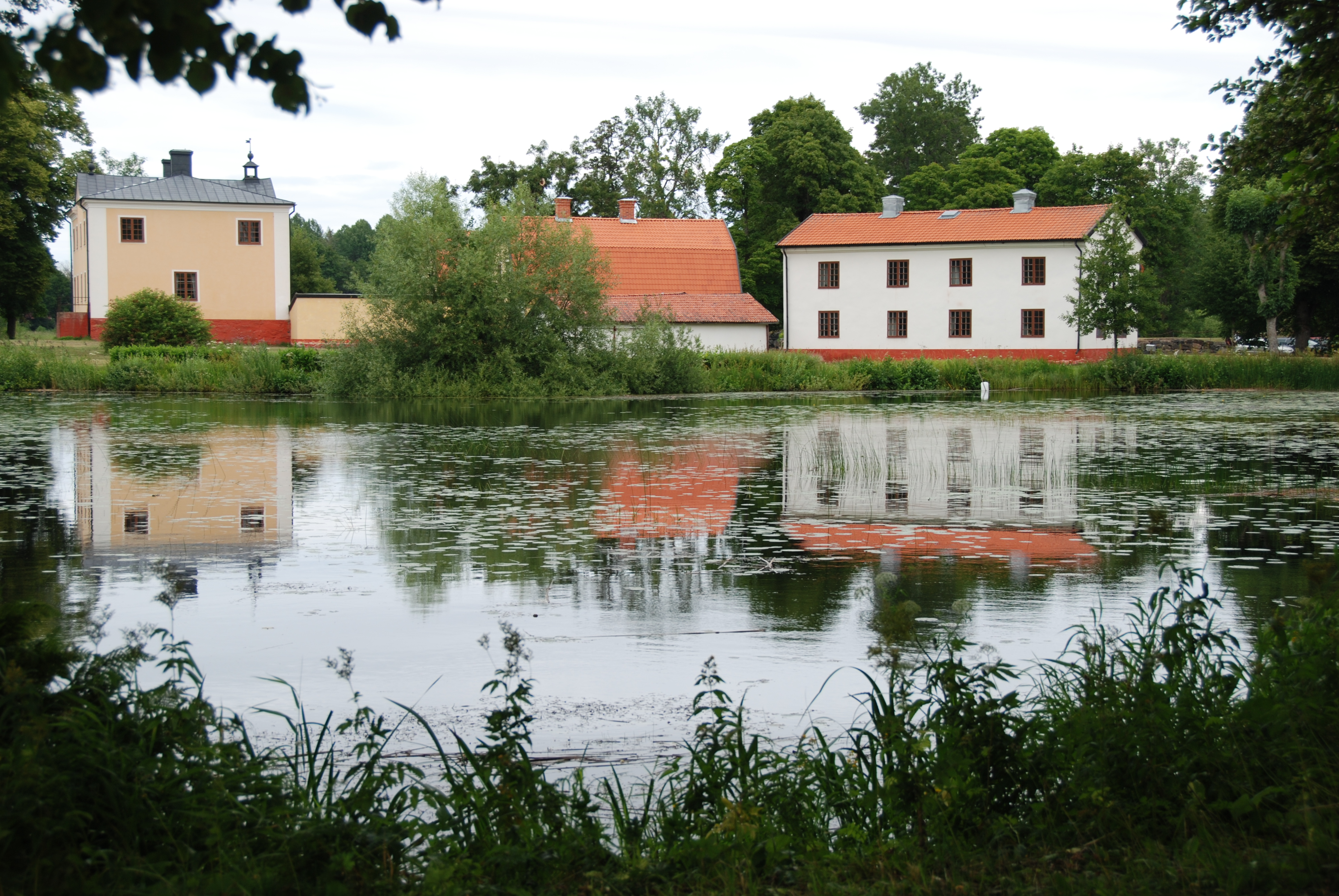
Forsmark. Foto 2008.
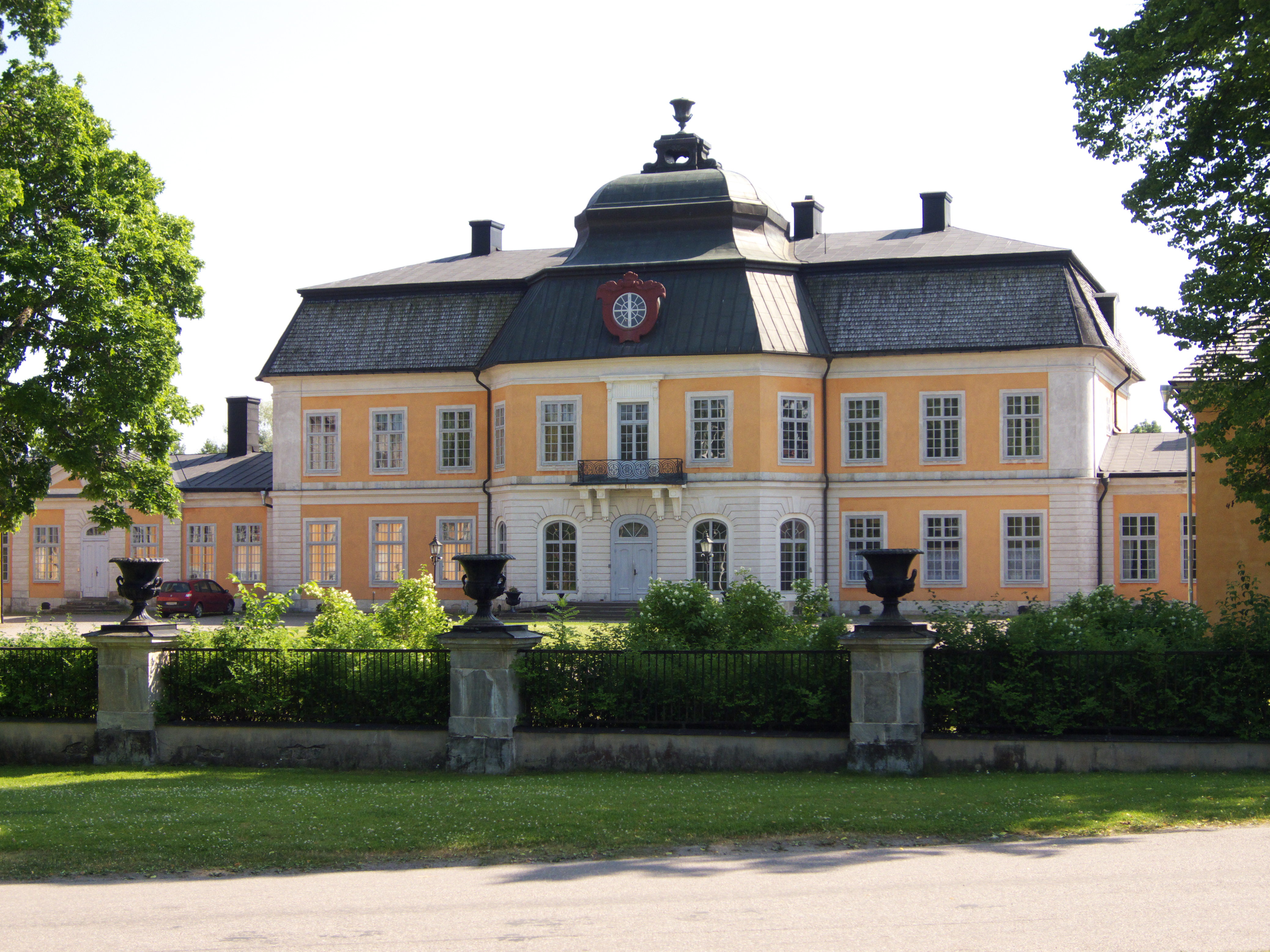
Österbybruks herrgård. Foto 2010.

## Vallonbruken i Uppland
- Bennebol Masugn 1676-1884 levererade tackjärn till Hargs bruk.
- Berkinge
- Dannemora gruvor
- Edsbro
- Forsmarks bruk - Nedlagt på 1890-talet.
- Gimo bruk - Anlagt som kronobruk 1615. Här bedrivs tillverkning inom stålindustrin än idag.
- Gysinge bruk - Anlagt 1668 av Peder Swensson Printz. Nedlagt i början av 1900-talet.
- Hargs bruk - Anlagt 1668 av Gustaf Otto Stenbock. Nedlagt på 1920-talet.
- Harnäs bruk - Anlagt 1659 av Claes Depken och David Leijel. Nedlagt 1911.
- Hillebola - Anlagt 1640 av Henrik Lemmens. Nedlagt 1882.
- Karlholmsbruk - Anlagt 1735 av Charles de Geer. Nedlagt 1931. Vallonsmide 1736-1748 och 1808-1879.
- Länna järnbruket nedlagt 1905.
- Lövstabruk - Anlagt 1601 som kronobruk. Nedlagt 1926.
- Ortala - Anlagt 1586. Nedlagt 1878.
- Skebo bruk - Anlades 1626 av Henrik Lemmens. Nedlagt 1924.[2]
- Strömbacka Vallonsmidet nedlagt 1947, sist i Sverige.
- Strömsberg - Anlagt 1643 av Velam Wervier. Nedlagt 1920.
- Söderfors - Anlades 1676 av Claes Depken. Här bedrivs tillverkning inom stålindustrin än idag.
- Tobo bruk - Anlades 1676 för  Lövstabruks räkning. Nedlagt 1926.
- Ullfors bruk - Anlagt 1647 av Henrik Lemmens. Nedlagt 1929.
- Vattholma Järnbruk redan på 1300-talet vallonsmide infört under 1600-talet. Övergick till Lancashiresmide 1872, stångjärnstillverkning nedlagd 1905.
- Vällnora 1684-1890, hammaren nedlagd 1735 därefter endast masugn.
- Västlands bruk - Anlagt 1612 som ett kronobruk. Nedlagt 1902.
- Åkerby - Anlagt 1638 av Henrik Lemmens. Nedlagt 1883.
- Älvkarleö - Anlagt 1659 av Claes Depken. Nedlagt 1972.
- Österbybruk - Nedlagt 1983, vallonsmidet redan 1643.
- Östhammar